# Иоганзен, Герман Эдуардович
Герман Эдуардович Иоганзен (1866—1930) — русский зоолог, фенолог, орнитолог, энтомолог. Отец Б. Иоганзена, учёного-зоолога.

## Биография
Родился 27 октября 1866 года в Омске. Отец Эдвард Генрих Фридрихович (1831—1912) был пастором евангелическо-лютеранской церкви Омска, мать Фанни Шарлотта Маргаретта фон Буш (1842—1885) была дворянкой. 
С 1868 года проживал в Твери. В августе 1878 года был принят во 2-й класс Тверской классической гимназии. В 1885 году поступил на естественное отделение физико-математического факультета Дерптского университета. Под руководством профессора М. Брауна изучал группу беспозвоночных животных. Студентом 3-го курса получил золотую медаль за конкурсное сочинение «Об эмбриональном развитии сложного глаза у бабочки-крапивницы (Vanessa urticae L.)». В 1889 году закончил университет со званием кандидата зоологии и некоторое время работал в Смоленской губернии. Весной 1891 года в Дерптском университете сдал магистерский экзамен. С мая по сентябрь 1891 года, а также в 1892 году работал прозектором на частной биологической станции Н. А. Абрикосова в Тарасовке близ Москвы, где изготовлял микроскопические препараты и занимался изучением фауны низших организмов реки Клязьмы. Результатом этой работы явится первый печатный труд Иоганзена — «Über die Entwicklung des Jmagoauges von Vanessa».
Вернулся в Сибирь в 1893 году и стал работать на должности учителя в Томском реальном училище. В 1894 году начал работать в Томском университете (один из создателей биологической науки и биообразования в Сибири), пройдя путь от нештатного ассистента до профессора, а затем и заведующего кафедрой сравнительной анатомии и зоологии. Работая в университете много времени уделял зоологическому музею и исследованию животного мира Сибири и Казахстана. За собственные средства создал под Томском первую в Сибири биологическую станцию, где с 1909 года и до смерти занимался фенологическими наблюдениями.
В 1918 году после прочтения двух пробных лекций («Перелёты птиц в Палеарктической области» и «Биогенетический закон») получил звание приват-доцента при кафедре зоологии физико-математического факультета Томского университета.
Основным направлением деятельности была орнитология.
В 1909 году был избран членом Германского орнитологического общества, а в 1929 году — членом-корреспондентом Венгерского орнитологического общества. Первый в Сибири приступил к кольцеванию птиц (1912).
Был редактором «Сибирской советской энциклопедии» по отделу животного мира и подготовил для неё 66 статей.

## Работы по энтомологии
Первой работой по энтомологии стала публикация: «Об эмбриональном развитии сложного глаза у бабочки крапивницы» (1882), написанная Иоганзеном ещё в студенческие годы. За данную работу он был награждён золотой медалью. В дальнейшем Г. Э. Иоганзен также не прекращал энтомологических исследований, включая фаунистические и систематико-географические работы по чешуекрылым. В 1925 году написал статью «Новые и редкие для Томска чешуекрылые».
Большой материал по чешуекрылым был собран им в ходе 10 экспедиций по изучению животного мира Алтая, Нарыма, Барабы, Акмолинской области, Дальнего Востока России и ряда мест Сибири. Весь собранный материал был передан в зоологический музей Томского университета.
Скончался 22 февраля 1930 года.

## Главные публикации
- Материалы для орнитофауны степей Томского края, «Изв. Томского Ун-та», т. 30;
- Заблудившиеся краснокрылы в Сибири, «Орнитологический Вестник», т. II, вв. 3—4, 1911;
- Орнитологические наблюдения в Барабинской степи в районе оз. Чаны, «Изв. Томского Ун-та», 1912;
- Заметки о птицах Иркутской губ., «Изв. Вост.-Сиб. Отд. Р. Г. Об-ва» т. 45, Иркутск, 1916
- Иоганзен Г. Э. Томская природа в 1912 году. — Томск, 1914